# Теленчі Данило Данилович
Данило Данилович Теленчі (1910, село Малий Янісоль, тепер Нікольського району Донецької області, — 1946?) — румейський поет, прозаїк, драматург, перекладач та театральний діяч.
Народився в селянській сім’ї; після початкової школи в рідному селі навчався в сартанській семирічній, а після її закінчення вступив до Маріупольського грецького педагогічного технікуму (1928). Провчився там рік та й кинув навчання: поїхав до Харкова. Там вступив до Харківського музично-драматичного інституту, який вже закінчив успішно 1933 року.
З осені 1933 аж до арешту 27 грудня 1937 працював у Маріупольському державному грецькому театрові завідувачем літературною частиною і режисером.
Входив до літературної групи Г. Костоправа. Крім віршів («Ранок», «Пісня», «Вечір», «Розмова зі смертю», «Етюд» та інших), у альманасі «Неотита» друкувалися його оповідання («Коли листя падало», «Галас у горах» та інші), що було нетипово для розвитку румейської літератури: румейська проза переважно обмежувалася нарисами.
Переклав румейською драму О. Пушкіна «Кам’яний гість». Переклад призначався до постановки в Маріупольському театрі, а також увійшов до тому вибраних творів Пушкіна румейською мовою, який було надруковано до сторіччя від дня загибелі поета. Також переклав ряд інших п’єс для потреб свого театру.
На початку 1937 Теленчі написав п’єсу «Πλυγαριζμα» («Розплата»), присвячену життю наймитів та чабанів. П’єсу було поставлено згаданим театром, головну роль наймички Варки виконувала дружина Теленчі Віра Михійлівна Булі. Вистава йшла не тільки в Маріуполі, але й у грецьких селах Приазов’я: Сартані, Ялті, Урзуфі, Малому Янісолі, куди театр виїжджав улітку на гастролі, і скрізь користувалася успіхом.
Данила Теленчі було репресовано, як зазначено вище, наприкінці 1937 року. Його сина, що народився після арешту, мати зареєструвала на своє прізвище, щоб уникнути переслідувань: Іван Данилович Булі. За офіційними довідками, Данило Теленчі помер у місцях ув’язнення 1946 року. Реабілітований 11 листопада 1960 за відсутності складу злочину.
Українською мовою вірші Данила Теленчі перекладали Дмитро Демерджі та Михайло Чхан.